# APOC4
APOC4 (англ. Apolipoprotein C4) – білок, який кодується однойменним геном, розташованим у людей на короткому плечі 19-ї хромосоми. Довжина поліпептидного ланцюга білка становить 127 амінокислот, а молекулярна маса — 14 553.
| 10         |  | 20         |  | 30         |  | 40         |  | 50         |
| ---------- |  | ---------- |  | ---------- |  | ---------- |  | ---------- |
| MSLLRNRLQA |  | LPALCLCVLV |  | LACIGACQPE |  | AQEGTLSPPP |  | KLKMSRWSLV |
| RGRMKELLET |  | VVNRTRDGWQ |  | WFWSPSTFRG |  | FMQTYYDDHL |  | RDLGPLTKAW |
| FLESKDSLLK |  | KTHSLCPRLV |  | CGDKDQG    |  |            |  |            |

A: Аланін

C: Цистеїн

D: Аспарагінова кислота

E: Глутамінова кислота

F: Фенілаланін

G: Гліцин

H: Гістидин

I: Ізолейцин

K: Лізин

L: Лейцин

M: Метіонін

N: Аспарагін

P: Пролін

Q: Глутамін

R: Аргінін

S: Серин

T: Треонін

V: Валін

W: Триптофан

Задіяний у таких біологічних процесах, як транспорт, транспорт ліпідів. 
Секретований назовні.